# Скуратов-Бельский, Пётр Дмитриевич
Пётр Дмитриевич Скуратов-Бельский (ум. 1687) — русский военный и государственный деятель из дворянского рода Скуратовых; сын воеводы Дмитрия Фёдоровича Скуратова-Бельского (ум. 1627).

## Биография
Пётр Дмитриевич Скуратов начал службу при дворе царя Михаила Фёдоровича. В 1639 году он дневал и ночевал при гробе царевича Ивана Михайловича. В 1647 году дневал и ночевал на «государевом дворе» во время одного из загородных «походов» царя Алексея Михайловича. В 1648 году был одним из стольников у государева каравая на первой свадьбе царя Алексея Михайловича с Марией Ильиничной Милославской. В 1649—1650 годах сопровождал царя в поездках в село Хорошово и Троице-Сергиеву лавру.
В 1654 году стольник Пётр Дмитриевич Скуратов был отправлен царем Алексеем Михайловичем в Рославль к князю Алексею Никитичу Трубецкому с жалованным царским словом за его службу во время войны с Польшей и узнать о здоровье. В 1656 году был послан к воеводам князю Якову Куденетовичу Черкасскому и Петру Васильевичу Большому Шереметеву с милостивым государевым словом за то, что они побили и взяли в плен многих немцев, выходивших из Риги после снятия с неё осады русскими.
В 1658—1687 годах Пётр Дмитриевич Скуратов находился на службе в Малороссии, где смог проявить свои военные и административные способности. В 1658 году был отправлен царем Алексеем Михайловичем к новому запорожскому гетману Ивану Выговскому, преемнику умершего Богдана Хмельницкого, враждовавшему с полтавским полковником Мартыном Пушкарем. По царскому распоряжению Пётр Скуратов должен был заявить И. Выговскому, чтобы он воздержался от самовольной расправы с М. Пушкарем и ждал прибытия царской рати. П. Скуратов приехал в Малороссию, когда гетман Иван Выговский с казацко-татарской армией уже выступил из Чигирина в поход на Полтавский полк. Находясь в гетманском обозе, Пётр Скуратов был свидетелем разгрома Иваном Выговским полтавского полковника Мартына Пушкаря в бою под Полтавой.
Гетман Иван Выговский с победой вернулся в Чигирин, но под дороге получил сообщение о прибытии в Киев царского воеводы, назначенного в Белую Церковь. Это известие сильно раздражило гетмана: «воеводы приехали опять бунты заводить» — сказал он Скуратову, но он заметил гетману, что он напрасно сердится, так как сам писал государю, чтобы быть воеводам в государевых черкасских городах. «Государевы воеводы должны приезжать ко мне» — возразил Иван Выговский — «и уже от меня в города ехать, а то я ничего не ведаю, а они по городам едут. Теперь я с самовольниками сам управился, государевы воеводы и ратные люди мне больше ненадобны, они только бунты начнут… У короля польского нам было хорошо: придут к нему, скажут о чём надобно, и указ тотчас. Вам надобен такой гетман, чтоб взявши за хохол водить». Скуратов отвечал сдержанно, что не хвалить нужно то время, когда украинцы находились под властью Польши, а при воспоминании о нём плакать; советовал Выговскому ехать в Москву ударить челом великому государю и закончил свою речь такими словами: «Говорить, что нам надобен гетман по нашей воле: но ты, гетман, в войске запорожском великому государю многих вернее».
В 1663 году Пётр Дмитриевич Скуратов был назначен товарищем (заместителем) первого воеводы князя Григория Григорьевича Ромодановского, выступившего во главе русского войска на помощь левобережному гетману Ивану Брюховецкому против польского короля и крымских татар. Вскоре князь Г. Г. Ромодановский и П. Д. Скуратов были отозваны царем в Москву. Скуратова должен был сменить воевода Ляпунов, но он отказался и за это по царскому распоряжению один день отсидел в темнице.
В мае 1664 года воевода Пётр Скуратов и гетман Иван Мартынович Брюховецкий стояли лагерем под Каневом. Отразив нападение поляков и крымских татар, они вступили в Канев, выдержали в нём осаду и заставили противника отступить к Днепру.
В 1668 году князь Григорий Григорьевич Ромодановский и стольник Пётр Дмитриевич Скуратов были отправлены из Москвы на службу в Белгород, где два года воеводами были князья Юрий Никитич и Василий Дмитриевич Барятинские. Царь Алексей Михайлович приказал Г. Ромодановскому и П. Скуратову с войском выступить из Белгорода на Левобережную Украину, «на изменников Ивашка Брюховецкого и черкасс и промышлять над ними, сколько милосердный Бог помощи подаст». Участвовал в деблокаде Чернигова и битве под Конотопом 1668 года.
В следующем 1669 году князь Григорий Григорьевич Ромодановский был переведен на службу в Севск, а Пётр Дмитриевич Скуратов был оставлен на воеводстве в Белгороде.
В 1670 году воевода Пётр Скуратов был назначен руководителем обмена русских и крымских пленных. Его заместителем был назначен дьяк Иван Олухов, прибывший из Москвы, которому было поручено привести большую сумму денег (25000 злотых за выкуп боярина Василия Борисовича Шереметева, находившего в крымском плену в течение десяти лет). Однако размен пленных так и не состоялся. Кроме В. Б. Шереметева, в крымском плену находились князь Андрей Григорьевич Ромодановский и Александр Петрович Скуратов, сыновья Григория Ромодановского и Петра Скуратова, взятые в плен в 1668 году.
В 1672 году на казацкой раде, организованной в Переяславе, новым гетманом Левобережной Украины был избран Иван Самойлович. В январе 1672 года 80-тысячная русско-казацкая армия под предводительством князя Григория Григорьевича Ромодановского и гетмана Ивана Самойловича переправилась через Днепр и начала военные действия против правобережного гетмана Петра Дорошенко. Воевода Пётр Скуратов, товарищ Г. Ромодановского, с русскими и казацкими отрядами подступил к Чигирину, выжег его окрестности, разбил казацкий отряд и преследовал его до самого города.
В 1675 году воеводой в Белгород был назначен князь Фёдор Львович Волконский. Из-за отсутствия в Белгороде князя Григория Ромодановского, окольничий Пётр Дмитриевич Скуратов получил от царя приказ сдать Ф. Волконскому ключи, денежную и хлебную казну.
В 1682 года окольничий Пётр Скуратов подписал соборную грамоту об отмене местничества. В том же году князь Василий Васильевич Голицын писал думному дьяку Емельяну Украинцеву:… «отпиши ко мне, послан ли из Розряду указ к окольничему Петру Дмитриевичу Скуратову, чтобы он шел в Ахтырку».
В 1684 году по царскому указу окольничий Пётр Дмитриевич Скуратов получил пожалование: «кафтан атлас золотой на соболях, кубок золочен с кровлею и денежной придачи 70 рублей». В 1686 году был назначен ближним окольничим и наместником шацким. В том же 1686 году после заключения в Москве договора о «вечном мире» между Русским царством и Речью Посполитой Пётр Скуратов получил в награду за свою службу серебряный злоченый кубок весом в три фунта, атласный кафтан на соболях ценою полотораста рублей, 120 рублей придачи к прежнему окладу, да на отчину три тысячи ефимков.
Осенью 1687 года царское правительство под руководством царевны Софьи Алексеевны организовало первый поход на Крымское ханство. 22 октября был сформирован рязанский разряд под руководством боярина князя Владимира Дмитриевича Долгорукова и окольничего Петра Дмитриевича Скуратова, который должен был собираться в Хотмыжске. Однако в том же 1687 году Пётр Дмитриевич Скуратов скончался.